# Вахдат (зала)
Зала Вахдат (на персийски: تالار وحدت‎) е комплекс за сценични изкуства, разположен в Техеран, Иран. В миналото е известна като зала Рудаки.
Зала „Вахдат“ е една от най-оборудваните и просторни зали за изпълнения на опера, балет, музика и музикален театър. Първоначално носи името „Рудаки“ – на големия ирански поет и музикант Абу Абдула Рудаки.
Строежът на подковообразната сграда започва през 1957 г. Открита е през 1967 г., като най-добрия комплекс с красив интериорен дизайн и уникално светлинно и звуково оборудване. Първоначално комплексът се е състоял от две зали, наричани зала Рудаки и Малка зала. След Ислямската революция в Иран, зала Рудаки започва да носи името „Вахдат“, а Малката зала – „Рудаки“. След Революцията, залата е домакин най-вече на театрални представления и концерти.
Общата площ на сградата, с всичките 7 етажа и мазета, е 21 000 кв. м.
Комплексът е проектиран от архитект Юджийн Афтандилиан, повлиян от Виенската държавна опера.
Основната сцена на „Вахдат“ се състои от 3 различни нива (подиуми). Залата разполага със 700 места. Зала „Вахдат“ включва приземния етаж на сградата и три балкона. Приземният етаж осигурява на публиката 4 различни входа, от които могат да влязат в залата.
„Вахдат“ е дом на Техеранския симфоничен оркестър, Техеранския оперен оркестър и Националния балет на Иран. Други трупи, ансамбли и артисти, като ирански народни танцьори например, също използват залата за своите изпълнения.
Зала „Рудаки“ включва основна зала, която се намира на третия етаж и балкон, който е разположен на четвъртия етаж. Общият ѝ капацитет е 250 души. Рудаки е домакин на различни традиционни и класически музикални изпълнения.
- Залата през 1970 г.
- Интериорът на зала „Вахдат“